# Catella
Catella AB (publ) är ett svenskt börsnoterat finansföretag.
Catella är en specialist inom fastighetsrådgivning och fastighetsinvesteringar med verksamhet i 12 länder. Företaget har tre affärsområden: Corporate Finance, Investment Management och Principal Investments. Företaget har huvudkontor i Stockholm.
Tidigare bedrev Catella även fondförvaltning genom Catella Fonder, men i april 2022 såldes den verksamheten till Case Group.
Det svenska börsföretaget Catella AB (publ) har sina rötter dels i det tidigare grossistföretaget Scribona, dels i den tidigare utlandsägda Catella-gruppens Catella AB. 

## Scribona byter inriktning och namnändras till Catella
Scribona var fram till 2009 en distributör av IT-produkter, men efter lönsamhetsproblem avvecklades först dotterbolaget Carl Lamm AB hösten 2006 genom utdelning av aktierna i detta företag till Scribonas ägare, och senare under 2008 resten av grossiströrelsen genom försäljning till Tech Data.
Scribona ominriktade därefter sin verksamhet till finansiella tjänster, varvid det första betydande förvärvet var ett köp 2009 av Banque Invik S.A., en privatbank i Luxemburg med inriktning på nordiska kunder. Som ett led i den nya inriktningen förvärvade Scribona i maj 2010 dåvarande finansföretaget Catella AB av dess ägare i Luxemburg. En namnändring till Catella AB (publ) kunde därefter ske under hösten 2010.

## Det tidigare Catella AB
Huvudartikel: Catella Holding
Det Luxemburg-baserade Catella Holding Sarl var en förvaltnings- finanskoncern sålde sitt svenska dotterbolag Catella AB först till företagets managementgrupp, och sedan till det svenska börsnoterade företaget Scribona. Rörelseverksamheterna i de bägge företagen samordnades och en namnändring genomfördes från Scribona till Catella.
Ett tag bedrevs bankverksamhet i Luxemburg under namnet Catella Bank S.A., vilket upphörde 2021, delvis efter att de dömts för marknadsmanipulation (på grund av kundorder).